# Масовий театр
Ма́совий теа́тр — радянський український мистецький громадсько-політичний журнал.

## Історія
Виходив з 1931 по 1933 рік щомісяця у Харкові (до 1931 під назвою — «Сільський театр»).
Орган сектору мистецтва Народного комісаріату освіти та ЦК ЛКСМУ (1931—1933).
Друкували в малому (1931) та великому (1932—1933) форматах.
До складу редакційної колегії ввійшли М. Ірчан та Л. Предславич. Головний редактор — К. Гетьман, художник — Н. Карповський.
Журнал сприяв консолідації сільського театрального руху, спрямовував драматичні гуртки на виконання ролі агітаторів мистецтва.

## Опис
Основні розділи: хроніка, критика, бібліографія. Вміщував методичні поради до вистав, висвітлював досвід професійних театрів. Публікував тексти п'єс, інсценізацій, скетчів, частівок, рев'ю, віршів, пісень — репертуар для робітничих театрів, театрів малих форм, агітбригад. Також публікували рецензії на професійні та самодіяльні спектаклі, обговорювали репертуарну політику тощо.
При журналі існував гурток театральної критики, який відіграв значну роль у розвитку самодіяльного театрального руху в Україні.
З журналом співпрацювали драматурги Д. Бедзик, А. Любченко, поети Л. Чернов, Т. Масенко, Л. Зимний, С. Голованівський, композитори Ю. Мейтус, К. Богуславський, В. Борисов.